# Матабеле
Матабеле (точніше — матебеле, самоназва — амандебеле; amandebele) — народ групи банту, який проживає в основному на південному заході Зімбабве. Чисельність населення приблизно 2 580 000. До матабеле близькі такі народи як зулу і ндебеле. Говорять мовою ісіндебеле (північна ндебеле).

## Історія
На початку XIX століття предки матабеле входили в союз зулуських племен (на крайньому південному Сході Африки). У 1820-х роках кілька родів вийшли з союзу, склавши ядро етносу матабеле. На території сучасного Зімбабве матабеле прийшли з Трансвааля в 1830-х роках, підкорили частину племен шона, сприйнявши значною мірою їх культуру. Наприкінці XIX століття землі матабеле (Матабеленд) були включені до складу британської самоврядної території Південна Родезія, яка була перетворена в 1980 році в республіку Зімбабве. Деякі матабеле брали участь у збройній боротьбі проти уряду Південної Родезії на стороні організації «Союз африканського народу Зімбабве» Джошуа Нкомо.

## Заняття матабеле
Традиційні заняття матебеле — скотарство (велика і дрібна рогата худоба), розведення курей, ручне підсічно-вогневе (у сучасних матабеле плужне, з використанням биків) землеробство. Вирощують сорго, кукурудзу, арахіс, елевсин, батат, городні та баштанні культури, а також бавовну, рис, тютюн. Основні традиційні ремесла — обробка шкіри (особливо виготовлення щитів), гончарне мистецтво, деревообробка. Сучасні матабеле працюють за наймом на фермах, фабриках, рудниках.

## Традиційне житло
Планування поселень кільцева — крааль. Житло низьке куполоподібне, стіни із прутів, обмазаних глиною, дах конусоподібний, вкритий травою, глинобитна підлога, регулярно оновлюваний сумішшю глини, сіна та коров'ячого гною.

## Одяг та їжа
Традиційний одяг — фартух, пов'язка на стегнах, плащ (каросс), сандалі зі шкіри та шкур, головні прикраси зі страусового пір'я; матабеле прикрашали себе намистом, ручними, ножними і шийними кільцями із заліза і міді. В основі їжі — каші з овочевою приправою, п'ють пиво з сорго, їдять також м'ясо, молочні продукти.

## Традиційні культи
Серед традиційних культів особливо поширені культ предків і сил природи. Багатий фольклор: міфи, легенди, казки, хвалебні пісні на честь героїв-воїнів. Хоровій культурі притаманні поліфонія і поліритмія. Серед музичних інструментів поширені барабани і струнні (мукубе).